# Клебан-Бицьке відслонення
Клебан-Бицьке відслонення — місце виходу на поверхню глибинних геологічних порід площею 60 га.
З 2000 року територія пам'ятки природи «Клебан-Бицьке відслонення» увійшла до складу регіонального ландшафтного парку «Клебан—Бик».

## Розташування
Розташоване на північно-східному борті Кальміусько—Торецької западини у місці її переходу у Костянтинівсько—Дружківську антикліналь. Названі западина та антикліналь належать до великих структурних елементів Донбасу, які утворилися внаслідок потужних тектонічних рухів Землі. При цьому антикліналь вказує на місце прадавніх гір, а западина — місце прадавнього мілководного моря з лагунами, де накопичувалася сіль.

## Геологія
Заповідне відслонення складають піщано-глинисті гірські породи — аргіліти, алевроліти, серед яких трапляються прошарки пісковиків. У прилеглих місцях до заповідної території серед піщано-глинистих покладів є також прошарки вапняків, доломіту та гіпсу. Вік нижньопермських покладів — близько 290—295 млн років. В аналогічних покладах на північ від заповідної території знаходиться Костянтинівське родовище будівельної сировини, з якої виготовляють цеглу та черепицю. Заповідне відслонення як на об'єкт геології можна дивитися не тільки з точки зору стратиграфії, а ще і мінералогії: у глинистих породах містяться дрібні гіпсу; в пісковиках та алевролітах зустрічаються мінерали міді — яскраво-зелений малахіт та синій азурит (останні за стародавніх часів служили людям сировиною для виготовлення бронзи). Прадавні виробки, де добували мідну руду, розташовані неподалік від Клебан-Бика. У вапняках і доломітах відслонення відзначаються вкрапленнями галеніту (є головним рудним мінералом, з якого видобувається свинець).

## Флора
Верхні ділянки схилів покриті різними видами полину, а також чебрецем. На підошві виступів добре розвинена лугова рослинність. Зокрема : перстач гусячий, герань лугова, конюшина,м'ята, підбіл звичайний (мати-й-мачуха). Ще нижче по схилу до самої берегової кромки водосховища — зелені стрічки водоохоронних лісових насаджень, створених людиною.
Переважає рослинність многотравно-ковилових степів, байрачних лісів і кам'янистих відслонень. Зокрема у парку знайдено 12 видів ковили, з них 2 види занесено до Європейського червоного списку та всі види — до Червоної книги України.